# Garofano rosso
Garofano rosso è una colonna sonora del gruppo musicale italiano Banco del Mutuo Soccorso, pubblicato nel febbraio 1976 dalla Manticore Records.

## Descrizione
Si tratta della colonna sonora del film sociopolitico Il garofano rosso di Luigi Faccini, tratto dall'omonimo romanzo di Elio Vittorini.

Nel dietro della copertina è presente un messaggio firmato dai Banco del Mutuo Soccorso: 
Per quanto riguarda questo disco in particolare la successione e la struttura dei brani non rispecchiano quelle della colonna sonora, bensì la nostra personale interpretazione emotiva del "Garofano rosso".»

## Tracce
Testi e musiche di Vittorio Nocenzi, eccetto dove indicato.
Lato A
1. Zobeida – 2:40
2. Funerale – 4:28
3. 10 giugno 1924 – 4:28
4. Quasi saltarello – 1:38
5. Esterno notte (Casa di Giovanna) – 3:15
6. Garofano rosso – 5:02

Lato B
1. Suggestioni di un ritorno in campagna – 7:38 (Gianni Nocenzi, Vittorio Nocenzi)
2. Passeggiata in bicicletta e corteo dei dimostranti – 2:53 (Vittorio Nocenzi, Gianni Nocenzi)
3. Tema di Giovanna – 2:35
4. Siracusa: appunti d'epoca – 2:12
5. Notturno breve – 2:20
6. Lasciando la casa antica – 2:35 (Gianni Nocenzi, Vittorio Nocenzi, Rodolfo Maltese)

## Formazione
- Vittorio Nocenzi - organo Hammond, sintetizzatore, violino, vibrafono
- Gianni Nocenzi - pianoforte, pianoforte elettrico, clarinetto piccolo mib, sintetizzatore
- Rodolfo Maltese - chitarra elettrica, chitarra acustica, tromba, corno francese
- Renato D'Angelo - basso fender, contrabbasso, chitarra acustica
- Pierluigi Calderoni - batteria, percussioni, timpani
- Francesco Di Giacomo - documentazione

Produzione
- Banco del Mutuo Soccorso - produzione
- David Zard - produttore esecutivo
- Giorgio Loviscek - tecnico del suono
- Peter Kaukonen - tecnico del missaggio[1]